# Château de la Grange aux Champs y parque
El château de la Grange aux Champs (en francés: Château de la Grange aux Champs) es un château francés erigido en la proximidad de Nettancourt (departamento de Mosa), desde el 3 de septiembre de 1992 inscrito en el título de los monumentos históricos.
El Parque del castillo de la Grange aux Champs (en francés: Parc du Château de la Grange aux Champs), es un arboreto de 22 hectáreas de extensión. Posibilidad de visita durante la operación de los "Rendez-vous aux jardins" el primer fin de semana de junio.

## Historia
En la historia de Francia, la región de Argonne es conocida gracias sobre todo a tres acontecimientos: 
- La fuga de Varennes (20 y 21 de junio de 1791) fue un significativo episodio de la Revolución francesa, en el cual la familia real tuvo un grave decaimiento en su autoridad real, al intentar infructuosamente escapar al extranjero disfrazada de familia aristócrata rusa. El episodio incrementó la hostilidad hacia la monarquía como institución, así como contra Luis XVI y María Antonieta como personas.
- La batalla de Valmy , también conocida como el cañoneo de Valmy, se desarrolló el 20 de septiembre de 1792, durante las Guerras Revolucionarias Francesas, alrededor del poblado de Valmy al norte de Francia. El ejército francés del Norte, comandado por Charles François Dumouriez, y el ejército francés del Centro, liderado por François Christophe Kellermann, detuvieron el avance del ejército prusiano, dirigido por Carlos Guillermo Fernando, duque de Brunswick-Lunebourg.
- La Gran Guerra de 1914-18, especialmente el episodio de la Batalla de la Argonne, en septiembre de 1915.[4]

La Grange aux Champs dependía de la abadía de Montiers en Argonne probablemente desde 1237 o fue quien adquirió la tierra en el municipio. La granja, se convirtió en una casa solariega en 1500 y fue pasando de mano en mano. Nettancourt era en ese momento un centro del calvinismo en Champagne. 
La casa fuerte central dataría del siglo XVI. Era propiedad de la familia Nettancourt 1634-1785 que no vivían en ella, pero operaban en arriendo una granja. En ese momento la tierra es de aproximadamente 30 hectáreas.
Las cuencas de los estanques ya estaban allí sin duda excavados por los monjes para criar peces. Estos son los próximos compradores quienes van a hacer los adornos del parque. El sr. Baudot procurador del rey y en 1802, la familia Lallemand Fontenoy: adquisición de la estatua de Neptuno, la construcción o renovación de la lavandería argonesa y los graneros, destruyendo un quiosco en la cima de la colina para construir un pabellón. 
Finalmente la familia propietaria actual compró la propiedad en 1863, fue ella la que construyó la cueva, y desarrolló el parque, en un principio más o menos a los estilos franceses, en un parque romántico a la inglesa por Philippe y Arbeaumont, viveristas de Vitry le François.

## Colecciones
El tipo de bosque instalado después de la Edad de Hielo fue el hayedo-abetal con su sotobosque floral y de arbustos aún presente en la zona: serbal, mostajo, acebo, espino cerval, digitalis purpurea, epilobios, mirtos, helecho águila, brezos, etc.
Entre los árboles del parque del castillo dignos de mención se encuentran especímenes de, Acer japonicum, Acer negundo, Acer pseudoplatanus, Fagus sylvatica f. purpurea , secuoyas, Sorbus aria, Gleditsia triacanthos, Quercus robur 'Fastigiata', Liriodendron tulipifera, Ilex aquifolium, Gymnocladus dioicus, Fraxinus excelsior 'Pendula'.
Entre los arbustos, cornejos, hydrangeas, peonías, lilas.
Las dos estatuas en el parque se crearon en el siglo XVIII por el escultor Louis Humbert. Representan a Neptuno y Anfitrite. Se puede admirar una lavandería de Argonne, un doble invernadero, un apiario, un nevero, un pabellón de piedra que bordea una "ronda" de tilos, por último, al final del parque, unos pequeños nidos de barro en la esquina de estanque "Hauts de Bran".